# Невидимый (фильм, 2007)
«Неви́димый» (англ. The Invisible) — американский художественный фильм в жанре остросюжетной драмы, поставленный режиссёром Дэвидом Гойером по мотивам одноимённого романа Матса Валя и вышедший на экраны 27 апреля 2007 года под маркой кинокомпании Hollywood Pictures. Фильм является ремейком одноимённого шведского фильма 2002 года. Главные роли исполнили молодые актёры Джастин Чэтвин и Маргарита Левиева.

## Сюжет
Ник Пауэлл, прилежный ученик средней школы, наделённый поэтическими способностями, переживает конфликтные отношения с матерью, которую больше интересуют в жизни другие вещи, нежели собственный сын. Спасаясь от однообразия, Ник решается на побег в Великобританию на литературные курсы в Королевской академии. Но вынужден отказаться от поездки после того, как мать нашла купленный втайне билет на самолет.
Сюжетная линия Ника сводит с Энни Ньютон, девушкой из неблагополучной семьи, вынужденной скитаться и изредка встречаться с братиком, который по ней очень скучает. Она постоянно настороже, ведь её парень Маркус занимается автоугонами. Совершив кражу в ювелирном магазинчике, девушка решает спрятать награбленное в школьном шкафчике, но это замечает друг Ника. Содержимое шкафчика предстаёт публичной огласке, окружающие показывают пальцем на воровку, а Энни начинает гадать, кто её сдал.
Сначала Энни со своими друзьями поджидает и избивает друга Ника, который в испуге указывает на Ника. Ника перехватывают после вечеринки в безлюдном парке, начинается потасовка, и Ник падает, теряя сознание. Банда полагает, что он мёртв, сбрасывает его в коллектор и оставляет место преступления.
Ник выбирается из люка и продолжает жить прежней жизнью. Но в школе его не замечают, дома он чужой, и вообще, никто его не слышит и не видит. Он понимает, что превратился в духа самого себя. Объявляются его поиски. Он обращается к Энни и понимает, что только она, его убийца, способна услышать его и помочь в поисках его тела. Как же заставить её признаться в содеянном? Каждая минута дорога, так как уменьшает вероятность остаться в живых. Постепенно связь между ними крепчает, и в итоге Энни догадывается, что её подставил Маркус, а также он перетащил тело Ника. Узнав у Маркуса, где находится тело, она сообщает в полицию, которая перевозит его в больницу. Там Энни в последний раз видит Ника, так как она умирает от ранения, причинённого ей Маркусом.

## В ролях
| Актёр             | Роль                   |
| ----------------- | ---------------------- |
| Джастин Чэтвин    | Ник Пауэлл             |
| Маргарита Левиева | Энни Ньютон            |
| Марша Гэй Харден  | Диана Пауэлл           |
| Крис Маркетт      | Пит Иган               |
| Алекс О'Лафлин    | Маркус Боэм            |
| Каллум Кит Ренни  | Детектив Брайан Ларсон |
| Кори Монтейт      | Джимми                 |
| Райан Кеннеди     | Мэтти                  |

## Производство
Съемки проходили в Ванкувере (Британская Колумбия, Канада), начиная с сентября 2005 года.

## Премьера и прокат
Премьера фильма состоялась 8 апреля 2007 года в Бельгии, после чего он был показан на кинофестивале фантастических фильмов в Амстердаме 23 апреля 2007 года.
Фильм вышел в прокат в США 27 апреля 2007 года.

## Критика
Фильм получил негативные отзывы кинокритиков. На сайте Rotten Tomatoes фильм получил рейтинг 20 % на основе 59 рецензий со средним баллом 4,1 из 10.
На сайте Metacritic фильм удостоился оценки 36 из 100 на основе 15 рецензий критиков, что соответствует статусу «в целом неблагоприятные отзывы».

## Премии и номинации
2008 год — номинация Young Artist Awards в категории «Молодой актёр» (Алекс Феррис, исполнивший роль Виктора Ньютона, младшего брата главной героини).